# Jadran Radovčić
Jadran Radovčić, hrvaški veslač, * 25. februar 1959, Šibenik.
Radovčić je za SFRJ nastopil na Poletnih olimpijskih igrah 1972 v Münchnu, kjer je bil krmar jugoslovanskega osmerca. Jugoslovanski čoln je na teh igrah s časom 6:27,82 zasedel šesto mesto prve skupine in tako izpadel že v prvem krogu tekmovanja.
Radovčić je bil v času nastopa star 13 let in 184 dni in je s tem najmlajši udeleženec Olimpijskih iger za Jugoslavijo vseh časov.